# ニューデリー日本人学校
ニューデリー日本人学校（ニューデリーにほんじんがっこう）は、インド共和国の首都ニューデリーにある小中一貫の日本人学校。
所在地はSector-A PocketB&C Vasant Kunj New Delhi。

## 立地・通学
住宅街（団地のイメージ）のなかにあり、静かな環境。
日本人が多く住むデリー内の住宅街（バサント・ビハールやアナンドニケタンなど）やグルガオン、ディフェンス・コロニーからスクールバスも運行している。

## 施設
- グラウンドは東京の中学校のグラウンドとほぼ同じくらいの面積である。また、地面は芝生や硬い土で、砂埃が立ちにくい。（一部分は土がむき出しだが、その周りには木が生えているため、砂埃はほぼ立たない）
- 屋内プールがあり、他の学校に比べると４月下旬から10月中旬とプール使用可能期間は非常に長い。
- 本校は同じ敷地内に、日本人学校付属幼稚園を併設する。
- 旧校舎と新校舎に分かれており、旧校舎には屋内プールと体育館を併設している。
- 学校全体が高い柵で囲われている。

## 教育
小学部・中学部あわせて生徒数約160名であり、本校は少人数を生かした教育を行なう。
世界中の日本人学校からは俗に言う難関高校に進学することが多いが、ここの中学部卒業生も同様である。
進学する高校は早稲田渋谷シンガポール校や早慶附属高校、GMARCH附属高校、帰国生入試のある高校（筑波大学附属中学校・高等学校、東京学芸大学附属高等学校、中央大学杉並高等学校、中央大学附属中学校・高等学校、慶応SFC、国際基督教大学高等学校など）に始まり県立や都立高校などの一般枠でも幅広く進学実績がある。少数ではあるが指定校推薦も存在している。
基本的にG9（日本の制度の中学三年生）の12月の冬休みになると日本に帰国し、受験などに集中する生徒が多い。
インドが英語圏であるのを生かし、少人数制（レベル別）英会話の授業を行っている。

## 行事
毎年、水泳記録会・運動会・学習発表会・ナマステIndia Day・ようこそJapan Day・BBS訪問が行われる。

ナマステIndia Dayとは、学校内でインドに文化等に触れる企画であり、学校にラクダや、オートリキシャがグラウンドにくる。また、メヘンディ体験や民族舞踊体験ある。
ようこそJapan Dayとは、BBSの生徒を学校に招待し、日本を紹介する企画である。中学部はソーラン節、G6は太鼓、G5はお囃子を披露する。
BBS訪問は、Bluebells School Internationalへ行き、BBSの生徒からインドを紹介してもらう企画である。